# 103-я бригада (ХВО)
103-я бригада ХВО (хорв. 103. brigada HVO) — воинское формирование Хорватского совета обороны. Была сформирована в начале 1992 года в Дервенте и существовала до 15 августа 1994. Участвовала в Боснийской войне, в основном занималась обороной важнейших дорог к Дервенте. Позднее была преобразована в 103-й батальон 201-го домобранского полка.
Праздником бригады считается 25 марта. За годы войны она потеряла 665 человек убитыми.

## Состав
- 1-й батальон
- 2-й батальон
- 3-й батальон «Модран»[хорв.]
- Разведывательный батальон «Жабац»

## Военные преступники
- Алмаз Незирович; обвиняется боснийским судом в издевательствах над сербскими пленными лицами, содержавшимися в лагерях Рабич и Силос-Поле в общине Дервента с апреля по июль 1992 года. В 1997 году бежал в США, экстрадирован в Боснию в 2012 году[1].